# A Second to Midnight
"A Second to Midnight" é uma canção da cantora e compositora australiana Kylie Minogue e do cantor e compositor britânico Olly Alexander, atuando sob seu projeto solo Years & Years. A música foi lançada em 6 de outubro de 2021 como primeiro single do álbum de relançamento de Minogue, Disco: Guest List Edition, o relançamento de seu décimo quinto álbum de estúdio Disco (2020). A música também será incluída na versão deluxe do terceiro álbum de estúdio de Years & Years, Night Call (2022).

## Desempenho nas tabelas musicais
| País — Tabela musical (2021)                            | Melhor posição |
| ------------------------------------------------------- | -------------- |
| Austrália (Radiomonitor Airplay)                        | 43             |
| Estados Unidos (Hot Dance/Electronic Songs – Billboard) | 26             |
| Hungria (Rádiós Top 40)                                 | 37             |
| Japão (Hot Overseas – Billboard)                        | 8              |
| Reino Unido (UK Airplay – Radiomonitor)                 | 10             |
| Reino Unido (UK Download)                               | 13             |
| Reino Unido (UK Indie Chart)                            | 27             |
| Reino Unido (Official Physical Singles Chart Top 100)   | 1              |

## Histórico de lançamento
| Região    | Data                   | Formato                    | Gravadora    | Ref.   |
| --------- | ---------------------- | -------------------------- | ------------ | ------ |
| Várias    | 6 de outubro de 2021   | Download digital streaming | Darenote BMG | [ 1 ]  |
| Austrália | 8 de outubro de 2021   | Rádios mainstream          | Mushroom     | [ 10 ] |
| Rússia    | 12 de outubro de 2021  | Rádios mainstream          | BMG          | [ 11 ] |
| Várias    | 12 de novembro de 2021 | CD single                  | Darenote BMG | [ 1 ]  |